# Tetragastris altissima
Tetragastris altissima là một loài thực vật có hoa trong họ Burseraceae. Loài này được (Aubl.) Swart miêu tả khoa học đầu tiên năm 1942.